# Gaius Catius Marcellus
Gaius Catius Marcellus war ein im 2. Jahrhundert n. Chr. lebender römischer Politiker. In einigen Militärdiplomen wird sein Name als Gaius Cattius Marcellus angegeben.
Durch Militärdiplome, die z. T. auf den 26. Oktober und den 24. Dezember 153 datiert sind, ist belegt, dass Marcellus 153 zusammen mit Quintus Petiedius Gallus Suffektkonsul war; die beiden übten dieses Amt im letzten Nundinium des Jahres aus. Darüber hinaus wird er auch in den Fasti Ostienses aufgeführt.